# Dabokiri (Péni)
Pour les articles homonymes, voir Dabokiri.
Dabokiri, également orthographié Dabokry ou Dabokéré, est une commune rurale située dans le département de Péni de la province du Houet dans la région des Hauts-Bassins au Burkina Faso.

## Éducation et santé
Le centre de soins le plus proche de Dabokiri est le centre de santé et de promotion sociale (CSPS) de Sidéradougou, tandis que les hôpitaux de Bobo-Dioulasso assurent les soins plus importants.